# Купеакикке (приток Тюнемпылькикке)
Купеакикке (устар. Кюпса-Кикя) — река в России, протекает по Ямало-Ненецкому АО. Устье реки находится в 57 км по левому берегу реки Тюнемпылькикке. Длина реки составляет 13 км.

## Данные водного реестра
По данным государственного водного реестра России относится к Нижнеобскому бассейновому округу, водохозяйственный участок реки — Пур. Речной бассейн реки — Пур.
Код объекта в государственном водном реестре — 15040000112115300057800.